# Оита
Оита (јап. 大分市) град је у Јапану у префектури Оита. Према попису становништва из 2005. у граду је живело 462.322 становника.

## Становништво
Према подацима са пописа, у граду је 2005. године живело 462.322 становника.
| 1995.   | 2000.   | 2005.   |
| ------- | ------- | ------- |
| 446.581 | 454.424 | 462.322 |

## Спорт
Оита има фудбалски клуб Оита тринита.